# Martinus Reypens
Martinus Josephus Reypens (1800 – 1846) was een Belgische geneesheer en politicus.

## Levensloop
In 1836 werd hij aangesteld als burgemeester. Onder zijn bestuur werd in december 1836 besloten tot de bouw van een gemeentehuis in neogotische stijl naar ontwerp van Ferdinand Berckmans. Hoewel het gebouw voltooid werd eind 1839, vond de eerste zitting plaats pas plaats op 3 mei 1841.
Hij was lange tijd eigenaar van het herenhuis De Pelicaen - beter bekend als huize Reypens - te Duffel, het gebouw verdween bij de aanleg van de Hondiuslaan in 1971.
Zijn zoon August Reypens was ook politiek actief, hij was onder meer gedeputeerde en gouverneur ad interim van de provincie Antwerpen.